# Нижний Исхой
Нижний Исхой (чечен. Лаха Исха) — бывший[уточнить] аул в Итум-Калинском районе Чеченской Республики.

## География
Аул расположен на правом берегу реки Аргун, к северо-востоку от районного центра Итум-Кали.
Ближайшие населённые пункты: на севере — село Ушкалой, на северо-востоке — село Бугарой, на северо-западе — село Конжухой, на юго-западе — село Кокадой, на юго-востоке — бывшие аулы Верхний Исхой и Верхний Херахой, на юге — бывший аул Нижний Херахой.

## История
Названия Исхой переводится, как место где совещаются «девять (мудрецов)».